# Havířov střed
 Havířov střed – przystanek kolejowy w Hawierzowie (dzielnica Sucha Średnia, przy granicy z miastem), w kraju morawsko-śląskim, w Czechach. Przystanek leży na linii kolejowej nr 321.
Przystanek zostanie zlokalizowany przy wiadukcie w przebiegu ulicy Dělnická przy dogodnej lokalizacji w pobliżu szpitala, centrów handlowych i osiedli mieszkaniowych z wielkiej płyty. Przystanek się składał z dwóch peronów z dostępem dla osób na wózkach inwalidzkich.
Pierwotnie przystanek miał otrzymać nazwę Havířov-nemocnice, jednak radni miejscy zadecydowali o zmianie nazwy. Po raz pierwszy przystanek pojawił się w rozkładzie jazdy ważnym od 13 grudnia 2015 roku, a otwarcie nastąpiło 16 października 2017.